# Mythimna prominens
Mythimna prominens là một loài bướm đêm trong họ Noctuidae.